# Microepidendrum subulatifolium
Microepidendrum subulatifolium är en orkidéart som först beskrevs av Achille Richard och Henri Guillaume Galeotti, och fick sitt nu gällande namn av Wesley Ervin Higgins. Microepidendrum subulatifolium ingår i släktet Microepidendrum och familjen orkidéer. Inga underarter finns listade i Catalogue of Life.

## Bildgalleri

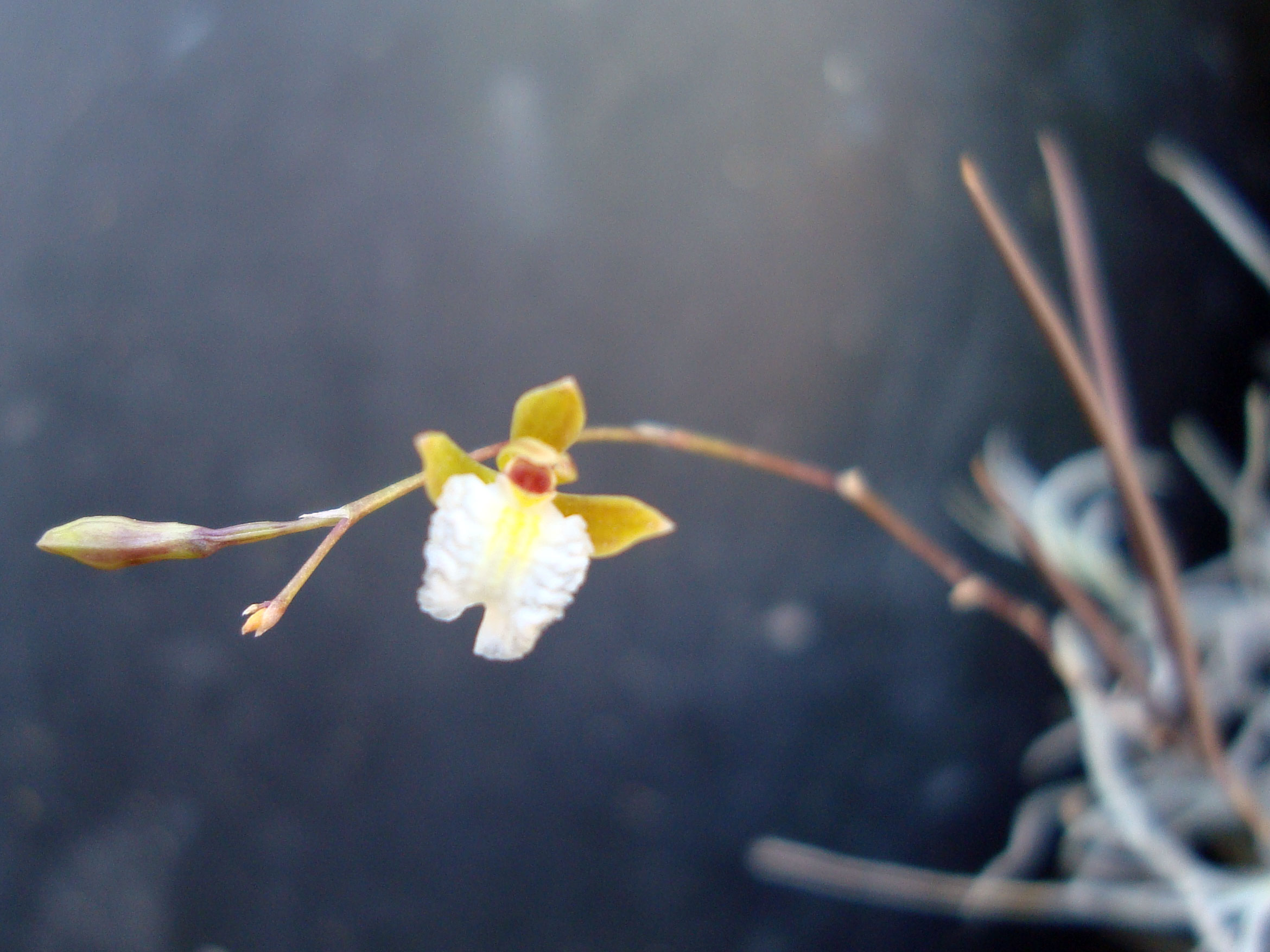